# New Westminster—Coquitlam

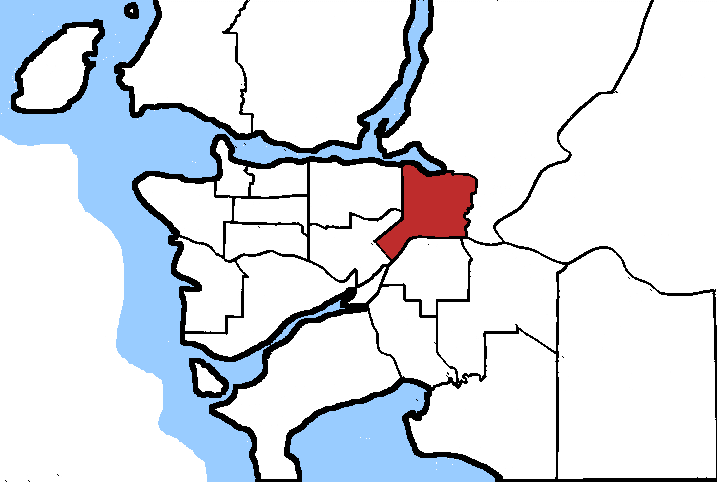
Carte de la circonscription de New Westminster - Coquitlam

New Westminster—Coquitlam est une ancienne circonscription électorale fédérale canadienne de la Colombie-Britannique, représentée de 1979 à 1988 puis de 2004 à 2015.

## Circonscription fédérale
La circonscription se situait au sud-ouest de la Colombie-Britannique et représentait la partie est de New Westminster, le sud-ouest de Coquitlam et le sud de Port Moody.
Les circonscriptions limitrophes étaient Burnaby—Douglas, Burnaby—New Westminster, Fleetwood—Port Kells, Port Moody—Westwood—Port Coquitlam et Surrey-Nord. 
Elle possédait une population de 111 231 personnes, dont 79 164 électeurs, sur une superficie de 55 km². 

## Résultats électoraux
|       | Candidat        | Parti              | # de voix | % des voix |
|       | Yonah Martin    | Conservateur       | +19 299,  | 38,84 %    |
|       | Michelle Hassen | Libéral            | +05 615,  | 11,3 %     |
|       | (x) Dawn Black  | NPD                | +20 787,  | 41,83 %    |
|       | Marshall Smith  | Vert               | +03 574,  | 7,19 %     |
|       | Roland Verrier  | Marxiste-léniniste | +00103,   | 0,21 %     |
|       | Lewis C. Dahlby | Libertarien        | +00314,   | 0,63 %     |
| Total | Total           | Total              | 49 692    | 100 %      |

## Historique
Créée à partir de New Westminster et de Fraser Valley-Ouest en 1976, elle est démantelée en 1987 dans les circonscriptions de New Westminster—Burnaby et de Port Moody—Coquitlam. La circonscription réapparait en 2003 à partir de différentes parties de New Westminster—Burnaby et Port Moody—Coquitlam—Port Coquitlam. Abolie lors du redécoupage de 2012, elle est redistribuée parmi Port Moody—Coquitlam et New Westminster—Burnaby.
1979 - 1988
1. 1979-1988 — Pauline Jewett, NPD

2004 - 2015
1. 2004-2006 — Paul Forseth, PCC
2. 2006-2009 — Dawn Black, NPD
3. 2009¹-2015 — Fin Donnelly, NPD

- ¹ = Élection partielle
- NPD = Nouveau Parti démocratique
- PCC = Parti conservateur du Canada

1. ↑  Élections Canada, « Résultats Élection fédérale canadienne de 2011 », sur elections.ca (consulté le 10 mars 2022)
2. ↑  Élections Canada, « Résultats Élection partielle fédérale canadienne de 2009 », sur elections.ca (consulté le 10 mars 2022)